# موریس فوره
موریس فوره (فرانسوی: Maurice Fauré‎؛ زادهٔ ۲۶ ژوئن ۱۸۵۹ - درگذشته ۱۹۴۵) تیرانداز اهل فرانسه است.
وی همچنین برندهٔ جوایزی همچون لژیون دونور (شوالیه) شده‌است.
وی در مسابقات کشوری و بین‌المللی در مجموع برندهٔ ۱ مدال برنز شده‌است.